# Oman op de Olympische Zomerspelen 2016
Oman nam deel aan de Olympische Zomerspelen 2016 in Rio de Janeiro, Brazilië. Vier atleten waren actief in twee verschillende disciplines, evenveel als vier jaar eerder. Geen van de Omani won een medaille op deze Spelen.

## Deelnemers en resultaten
(m) = mannen, (v) = vrouwen 

### Atletiek
| Olympiër          | Discipline | Resultaat | Prestatie                                              |
| ----------------- | ---------- | --------- | ------------------------------------------------------ |
| Barakat Al-Harthi | 100m (m)   | 26e       | serie 6: 3de in 10,22                                  |
|                   |            |           |                                                        |
| Mazoon Al-Alawi   | 100m (v)   | 62e       | voorronde serie 2: 3de in 12,30 serie 7: 8ste in 12,43 |

### Schietsport
| Olympiër                | Discipline                 | Resultaat | Prestatie                                         |
| ----------------------- | -------------------------- | --------- | ------------------------------------------------- |
| Hamed Said Al-Khatri VO | 50m geweer 3 houdingen (m) | 43e       | kwalificatie: 43ste met 1138 punten (374-397-367) |
|                         |                            |           |                                                   |
| Wadha Al-Balushi        | 10m luchtpistool (v)       | 26e       | kwalificatie: 26ste met 379 punten (95-95-96-93)  |